# Andrés Benítez
Andrés José Benítez Pereira (Viña del Mar, 19 de marzo de 1960) es un ingeniero comercial chileno, rector de la Universidad Adolfo Ibáñez entre 2000 y 2018. Entre 2018 y 2023 fue gerente general del grupo Copesa.

## Biografía
Es uno de los cinco hijos de Sergio Benítez Van Buren y María Angélica Pereira Prieto; una de sus hermanas fue la primera exministra de Medio Ambiente que tuvo Chile, María Ignacia, durante el primer gobierno de Sebastián Piñera.

## Vida profesional
Titulado de ingeniero comercial en la Universidad de Chile, y con estudios en ciencias políticas, formó parte de la Oficina de Planificación Nacional (ODEPLAN) de la dictadura militar entre 1985 y 1987, para luego emigrar al diario El Mercurio, donde es nombrado editor de Economía y Negocios. Dos años después asume como editor del cuerpo de Reportajes hasta 1992, cuando asume como editor económico del rotativo. Posteriormente llegó a desempeñarse como editor de suplementos del mismo diario, hasta 1997, cuando emigra al diario Las Últimas Noticias (LUN), de la misma empresa periodística, en la cual se desempeña hasta diciembre de 2000, cuando asume la rectoría de la Universidad Adolfo Ibáñez. En esta casa de estudios se desempeñó por 17 años, hasta febrero de 2018.
Posterior a su rectorado, en marzo de 2018 asumió la gerencia general del grupo Copesa, que reúne, entre otros, los diarios La Tercera y La Cuarta. En octubre de 2023, se informó que Benítez pidió la salida de su cargo de gerente general, pero manteniendo otros roles en el grupo. La gestión de Benítez se caracterizó la fuerte reestructuración y los despidos, en medio de la crisis interna del grupo.A partir del 7 de noviembre, asumió en el cargo Eugenio Chahuán.
En 2024, debuta con un espacio de conversación de economía y ocio, el cual se emite por las plataformas del grupo Copesa.

## Vida personal
Tiene hijos de dos matrimonios, el segundo con la arquitecta Magdalena Bernstein, quien trabajó en el gabinete de Sebastián Piñera.

## Actividad pública
Fue director consejero del Centro Cultural Palacio La Moneda y panelista del programa Terapia chilensis de Radio Duna. Escribe columnas en el periódico La Tercera.